# Stanisław Kłopot
Stanisław Witold Kłopot – polski socjolog, dr hab. nauk humanistycznych, profesor emeryt Instytutu Socjologii Wydziału Nauk Społecznych Uniwersytetu Wrocławskiego i Collegium Humanitatis.

## Życiorys
W 1973 ukończył studia historyczne na Uniwersytecie Wrocławskim, 25 czerwca 1986 obronił pracę doktorską, 24 listopada 1997 habilitował się na podstawie dorobku naukowego i pracy zatytułowanej Procesy dostosowawcze do mechanizmów gospodarki rynkowej w rolnictwie indywidualnym (na przykładzie województwa wrocławskiego). W latach dziewięćdziesiątych został zatrudniony na stanowisku profesora w Katedrze Kultury Fizycznej Osób Niepełnosprawnych na Wydziale Fizjoterapii Akademii Wychowania Fizycznego we Wrocławiu.
Przez wiele lat pełnił funkcje profesora i kierownika Zakładu Socjologii Miasta i Wsi w Instytucie Socjologii na Wydziale Nauk Społecznych Uniwersytetu Wrocławskiego, a także w Collegium Humanitatis.
Wypromował kilkudziesięciu doktorantów, wielu z nich jest już samodzielnymi pracownikami naukowymi.

## Odznaczenia
W 2018 roku został odznaczony Brązową Odznaką Honorową Wrocławia.